# Miguel IV
Miguel IV, "el Paflagonio",  (1010 - 10 de diciembre de 1041) (en griego Μιχαήλ Παφλαγών, que significa "de la provincia de Paflagonia"), emperador bizantino desde 1034 hasta su muerte. Debió su elevación a la emperatriz Zoe Porfirogénita, hija de Constantino VIII y mujer de Romano III, que enamorada de Miguel, que era su chambelán, envenenó a su marido para casarse poco después con él, ambos hechos ocurrieron en 1034.
Miguel, sin embargo, que era una persona de poco carácter y sufría ataques epilépticos, dejó el poder en manos de su hermano, Juan el Eunuco, que había sido primer ministro con Constantino y con Romano. Las reformas de Juan en el ejército y el fisco permitieron un cierto resurgir de la potencia bizantina, que se mantuvo frente a los ataques enemigos.
En la frontera oriental, la importante ciudad de Edesa fue liberada tras un largo asedio. Los musulmanes occidentales fueron prácticamente expulsados de Sicilia por Jorge Maniakes (que llevó a cabo allí sus campañas entre 1037 y 1040), pero una expedición contra los normandos de Italia sufrió sucesivas derrotas, y tras la partida de Maniaces, muchas de sus conquistas en Sicilia se perdieron (1041), aunque Bari fue finalmente recapturado.
En el norte, los serbios tuvieron éxito en su revuelta (1040), pero la peligrosa rebelión de los búlgaros y otros eslavos balcánicos, que amenazaba las ciudades de Tracia y Macedonia, fue reprimida por la triunfante campaña dirigida por el emperador en persona poco antes de su muerte.

## Primeros años y carrera
Miguel procedía de una familia de campesinos de Paflagonia. Trabajó en Constantinopla, la capital del Imperio Bizantino, como cambista, pero se creía que también era secretamente un falsificador de monedas. Uno de los hermanos de Miguel, Juan el Orfanotrofos, también conocido como Juan el Eunuco, era el parakoimomenos, un cortesano de alto rango que presidía los aposentos de las mujeres en el palacio imperial. Juan consiguió trabajos para varios de sus hermanos menores en la corte.
Romano Argiro se convirtió en soberano del Imperio Bizantino como Romano III en el 1028. "Como gobernante no tenía ninguna habilidad". No pudo concebir un hijo con su esposa, la emperatriz Zoe, enajenando así a la pareja. Pronto Romano se negó a compartir su cama con Zoe. Limitó los gastos de su esposa y le prestó poca atención. Zoe, furiosa y frustrada, se involucró en una serie de aventuras. Romano las toleró y él mismo tomó una amante. Zoe se enamoró del apuesto joven Miguel hasta el punto de hacer alarde de él abiertamente y hablar de convertirlo en emperador. Romano confrontó a Miguel, quien negó las acusaciones y juró su inocencia sobre las reliquias sagradas. Con sus sospechas calmadas, Romano permitió que Miguel se convirtiera en su sirviente personal en 1033.
Romano se enfermó a principios de 1034 y se creía ampliamente que Zoe y Miguel estaban conspirando para envenenarlo. El 11 de abril, Romano fue encontrado moribundo en su baño. Según el funcionario de la corte y más tarde cronista Miguel Psellos, parte de su séquito había "mantenido su cabeza durante mucho tiempo bajo el agua, intentando al mismo tiempo estrangularlo". Juan Escilitzes escribe como un simple hecho que Romanos fue ahogado por orden de Miguel.  El relato de Mateo de Edesa menciona a Zoe envenenando a Romano. Zoe y Miguel se casaron el mismo día en que murió Romano III y al día siguiente, la pareja convocó al patriarca Alejo I Studites para oficiar la coronación del nuevo emperador. Alejo se negaba a cooperar hasta que se le pagaron 50 libras de oro, lo que hizo que cambiase de opinión. El patriarca coronó a Miguel como el nuevo emperador de los romanos como Miguel IV.

## Reinado

### Política exterior

El Imperio durante el reinado de Miguel IV

En asuntos militares, el reinado de Miguel comenzó mal. Los árabes saquearon Mira, los serbios se deshicieron de la autoridad bizantina y los pechenegos asaltaron casi a su antojo hasta las puertas de Tesalónica. La situación pronto se estabilizó: en la frontera oriental, los piratas árabes fueron capturados o asesinados; los bizantinos capturaron la fortaleza musulmana de Berkri, en la orilla oriental del lago Van; Edesa fue tomada después de un largo asedio y finalmente cedida al imperio en 1037.
En el frente occidental, Miguel y Juan ordenaron al general Jorge Maniaces que expulsara a los árabes de Sicilia. En 1038, Maniaces desembarco en el sur de Italia y pronto capturó Messina. Luego derrotó a las fuerzas árabes dispersas y capturó ciudades en el oeste y sur de la isla. En 1040 había irrumpido y tomado Siracusa. Casi logró expulsar a los árabes de la isla, pero Maniaces luego entró en disputa con sus aliados lombardos, mientras que sus mercenarios normandos, descontentos con su paga, abandonaron al general bizantino y provocaron una revuelta en el continente italiano, lo que resultó en la pérdida temporal de Bari. Maniaces estaba a punto de atacarlos cuando Juan el Eunuco lo llamó bajo sospecha de conspiración. Después de la retirada de Maniaces, la mayoría de las conquistas sicilianas se perdieron y una expedición contra los normandos sufrió varias derrotas, aunque Bari finalmente fue recapturada.
En el norte, la presión de los Pechenegos había obligado inicialmente a los serbios a buscar la protección del Imperio bizantino y reconocer su autoridad. En 1040 los serbios se rebelaron nuevamente, al igual que los búlgaros. Este levantamiento fue causado en parte por los fuertes impuestos en moneda (y no, como antes, en especie) exigidos a Bulgaria por las políticas de Juan. También tenía como objetivo la restauración del estado búlgaro bajo el liderazgo de Pedro Deljan. Los rebeldes tomaron Belgrado, proclamaron a Deljan Emperador de Bulgaria, y luego rápidamente tomaron Skopie. Miguel IV empeoró las cosas al quitar del mando al dux de Dyrrhachium, que había estado marchando contra Pedro Deljan, acusándolo de conspiración. Sus tropas, en gran parte búlgaras, se unieron a la revuelta y Deljan sitió Tesalónica. Dyrrhachium se había perdido y Deljan derrotó al Strategos de Hellas. La mayor parte del Thema de Nicópolis se había levantado contra Miguel, gracias a la codicia de Juan el Eunuco.
En este punto, la epilepsia de Miguel lo dejó medio paralizado y desarrolló un caso severo de hidropesía, que provocó que sus piernas se volvieran gangrenosas. Cuando anunció que tenía la intención de liderar el ejército imperial contra los búlgaros, sus consejeros se horrorizaron. Miguel partió hacia Macedonia con un ejército de 40.000 hombres en 1041, asistido por mercenarios nórdicos, incluido el futuro rey Harald III de Noruega. Reuniendo sus fuerzas en Mosinópolis el emperador esperaba al ejército búlgaro. La posición militar de los bizantinos se vio favorecida por la disensión interna entre los búlgaros. Miguel avanzó, aliviando a Tesalonica y luego llevando a los búlgaros a la batalla, derrotándolos y capturando a Deljan. Miguel empujó agresivamente a su ejército hacia Bulgaria. El contingente búlgaro más grande que quedaba estaba en Prilep en un campo fortificado comandado por Manuel Ivats. Los bizantinos asaltaron el campamento, dispersaron a los búlgaros y capturaron a Ivats. Los rigores de la campaña llevaron a Miguel al borde de la muerte, pero pudo regresar triunfalmente a Constantinopla.

### Política interior
Miguel IV era guapo, inteligente y generoso, pero carecía de educación y padecía epilepsia. Inicialmente dependía de otros para dirigir el gobierno en su nombre. Zoe creyó erróneamente que Miguel resultaría ser un marido más devoto que Romano; A Miguel le preocupaba que Zoe se volviera contra él de la misma manera que lo había hecho con Romano. En consecuencia, la excluyó de la política y la confinó al gynaeceum del palacio (aposentos de mujeres) donde la tenía vigilada. Las visitas de Miguel se volvieron cada vez más infrecuentes. Dados estos antecedentes y su salud, dejó el gobierno en manos de su hermano Juan, quien ya se había convertido en un ministro influyente bajo Constantino VIII y Romanos III.
Las reformas de Juan del ejército y el sistema financiero revivieron la fuerza del Imperio contra sus enemigos extranjeros, pero aumentaron los impuestos, lo que provocó el descontento entre la nobleza y los comunes. El monopolio del gobierno de Juan y la introducción de impuestos como el Aerikon llevaron a varias conspiraciones contra él y Miguel. Las malas cosechas y el hambre causadas por el mal tiempo y por una plaga de langostas en 1035 exacerbaron el descontento. Cuando Miguel intentó ejercer cierto control sobre Alepo, los ciudadanos locales expulsaron al gobernador imperial. Hubo revueltas en Antioquía, Nicópolis y en Bulgaria.
En 1034, Miguel ordenó el arresto de Constantino Dalassenos bajo sospecha de traición, acusado de fomentar la insurrección en Antioquía. En 1037, Zoe conspiró para envenenar a Juan el Eunuco. En 1038, el hermano de Miguel, Constantino, reprimió un levantamiento de los ejércitos en Anatolia. En 1040, una conspiración involucró al sacerdote Miguel Cerulario, quien se convirtió en monje para salvar su vida y fue elegido Patriarca de Constantinopla bajo el sucesor de Miguel. Durante el levantamiento búlgaro de 1040, Juan el Eunuco arrestó a presuntos conspiradores en Anatolia y Constantinopla que esperaban aprovechar la agitación pero no pudieron capturar al Strategos (gobernador militar) de Teodosiópolis, quien se unió a la rebelión e intentó capturar Tesalónica.

### Enfermedad final y muerte
A pesar de su campaña triunfal, ahora estaba claro para todos que Miguel se estaba muriendo. Buscó ayuda celestial visitando el santuario de San Demetrio en Tesalónica y construyendo o reconstruyendo iglesias. En 1039 dio obsequios monetarios a todos los monjes y sacerdotes del imperio y también a los padres que lo convirtieron en padrino de sus hijos. Juan el Eunuco, ansioso por asegurarse de que el poder permaneciera en sus manos, le obligó a él y a Zoe a adoptar a su sobrino, el hijo de su hermana, también llamado Miguel. Después de tomar las Sagradas Órdenes, el 10 de diciembre de 1041 murió Miguel IV, negándose hasta el último momento a ver a su esposa, quien rogó que se le permitiera visitarlo una vez más. Su sobrino fue coronado emperador como Miguel V.